# Покровский монастырь (Михайлов)
Михайловский Покровский монастырь — женский монастырь Рязанской епархии Русской православной церкви, расположенный в городе Михайлов Рязанской области.

## История

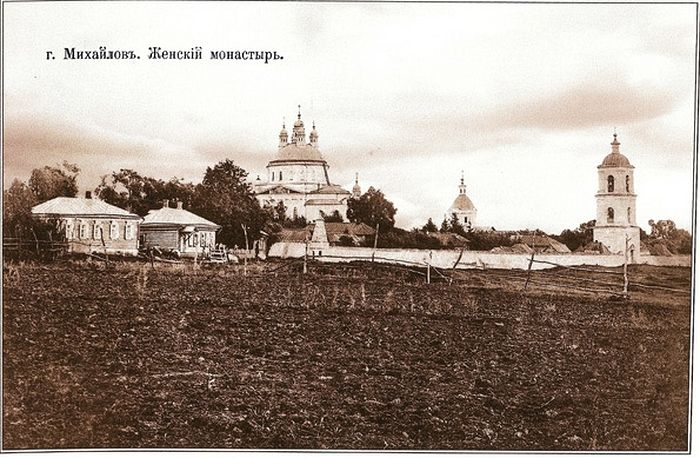

До 1819 года монастырь носил название «Рязанский Пустынский Покровский девичий» (в народе его называли Аграфенинской пустынью) и находился около озера Куцкого, недалеко от Рязани.
18 июня 1819 года его перевели на так называемую Чёрную Гору в восточной части города Михайлова, а в мае 1820 года перевезли и поставили кельи.
Монастырю был передан кладбищенский храм Воскресения Христова.
В 1919 году монастырь был закрыт советской властью, всё монастырское имущество конфисковано и разграблено, храмы опечатаны.
Вскоре в монастыре разместился отряд красноармейцев, через несколько лет на его территории расположилась свиноферма.
К концу 1950-х годов все монастырские постройки снесли до основания.
В 1998 году жителями Михайлова был построен Храм-часовня в честь иконы Божией матери «Взыскание погибших».
Храм освящён митрополитом Рязанским и Касимовским Симоном (Новиковым) 10 октября 1999 года.
6 октября 1999 года Священный синод благословил открытие Покровского женского монастыря для возобновления в нём монашеской жизни.
27 мая 2001 года была освящена церковь Покрова Пресвятой Богородицы.

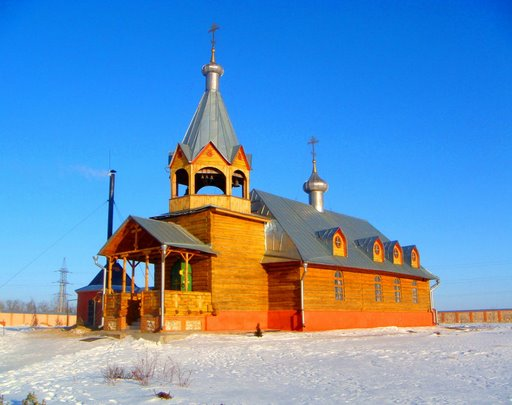
2007. Церковь Покрова Пресвятой Богородицы

2 июля 2005 года архиепископ Рязанский и Касимовский Павел (Пономарёв) совершил закладку камня в основание восстанавливаемого монастырского соборного храма с главным престолом в честь Покрова Пресвятой Богородицы.
11 сентября 2007 года по благословению архиепископа Рязанского и Касимовского Павла была заложен камень в основание надвратного храма в честь святого апостола и евангелиста Иоанна Богослова.
При монастыре действует воскресная школа, библиотека. Имеется небольшое подсобное хозяйство (птицеводство, животноводство). Трапезная для паломников есть, но отдельной гостиницы не имеется (могут принять максимум 12-15 человек в жилом корпусе).
В настоящее время в монастыре ведутся восстановительные работы: воссоздаётся соборный храм, достраивается монастырская ограда, заложен сад.

## Храм Покрова Пресвятой Богородицы
Кирпичный двухэтажный Храм Покрова Пресвятой Богородицы был заложен в 1825 году. Строительство было завершено в 1836 году.
Летом 1841 года завершено продолжавшееся около 20 лет строительство ограды со Святыми воротами, являвшимися нижним этажом колокольни.
За период с 1866 по 1879 год к храму были сделаны пристройки.
Большое однокупольное здание в стиле классицизма, интересное декоративным пятиглавием на куполе.
Стенная роспись храма выполнена живописцем П. Шубниковым, в дальнейшем ремонт и обновление делал его ученик П. В. Могилеров.

В 1919 году храм как и монастырь был закрыт властями, а в 1954 году — взорван.

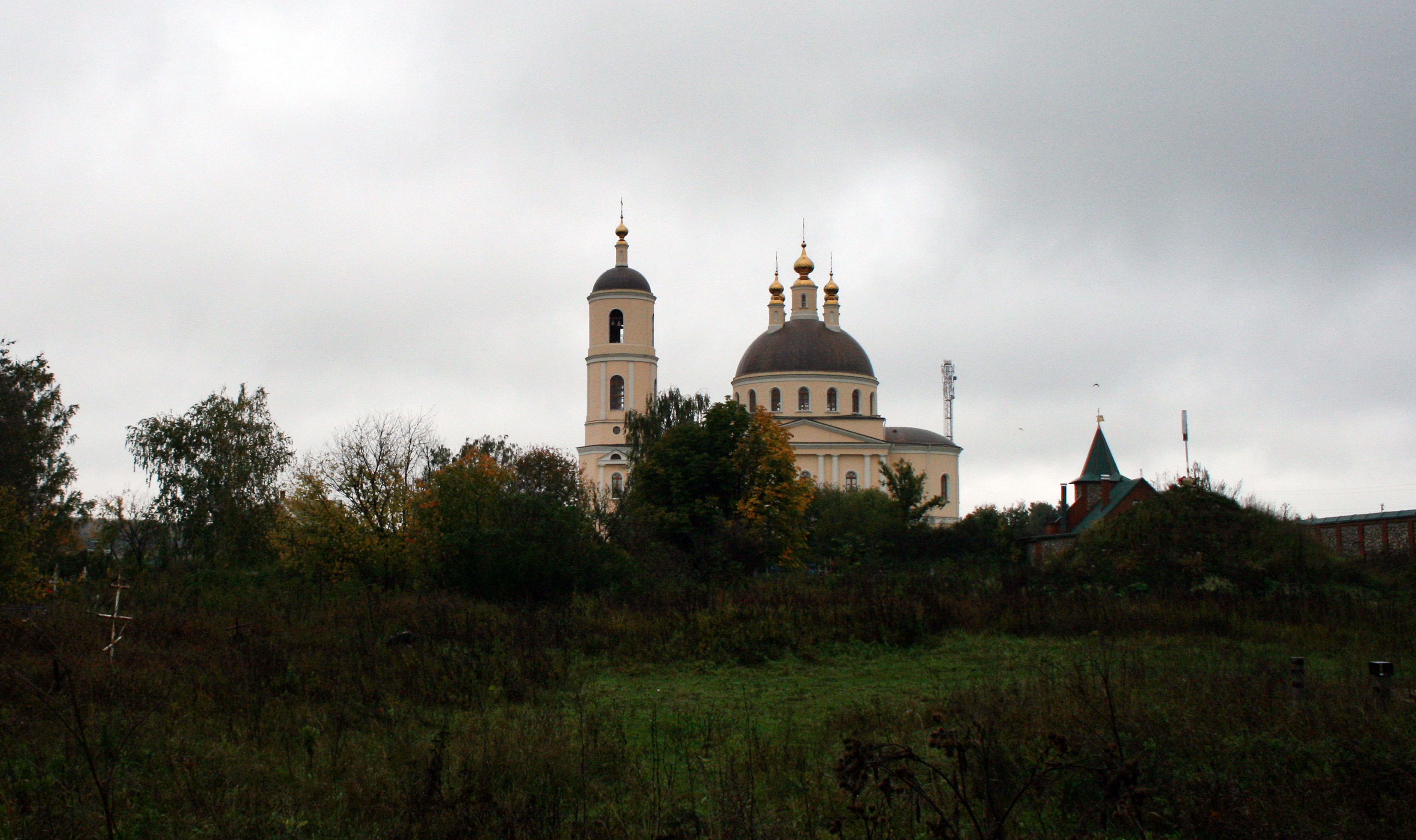
2013 г. Восстановленный Собор Покрова Пресвятой Богородицы.

Храм заложен вновь в 2005 году, в 2012 году его строительство было завершено, в настоящее время в храме проводятся регулярные богослужения. 
Престолы

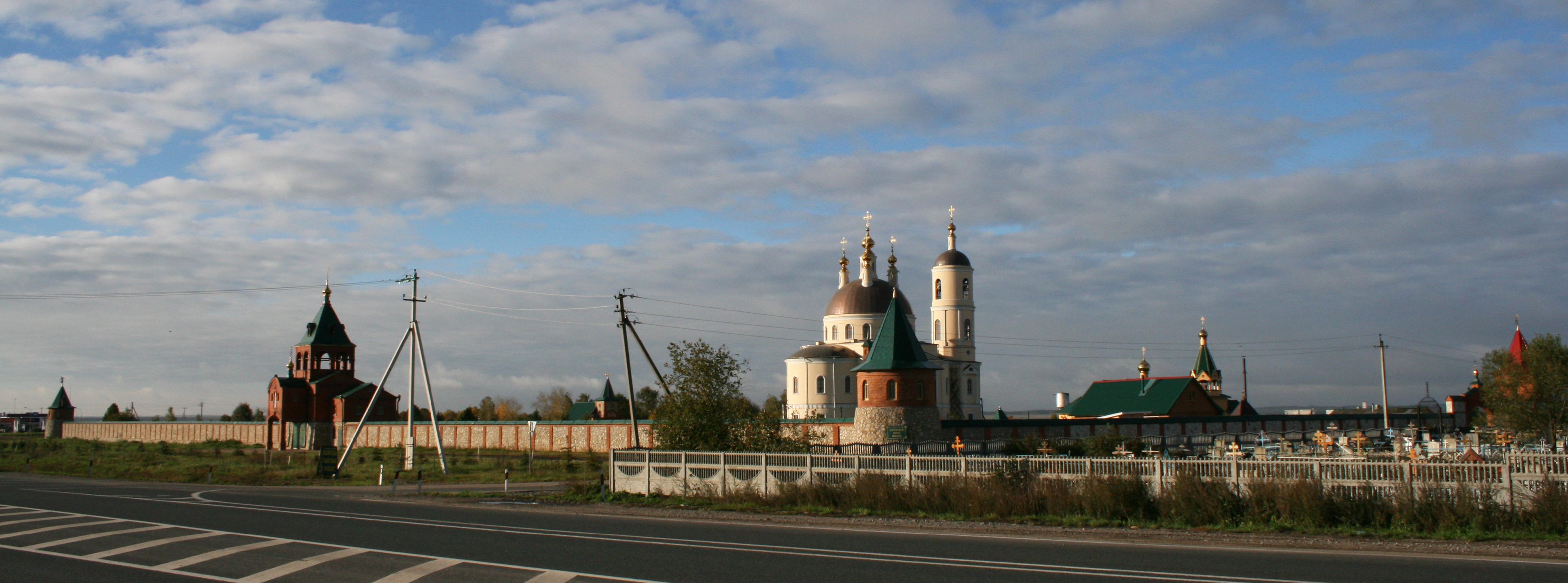
2013 г. Общий вид монастыря.

- нижний этаж — Софии Премудрости Божией (1830 год)
- правый придел нижнего этажа — святого Иоанна Предтечи (1832 год)
- левый придел нижнего этажа — святого Николая Чудотворца (1848 год)
- верхний этаж — Покрова Пресвятой Богородицы (1836 год)
- придел — иконы Божией Матери «Взыскание погибших» (1878 или 1879 год)

Ценности
- икона Божией Матери «Взыскание погибших»

Эта чудотворная икона, пользовавшаяся особым почитанием, помещалась на столбе у Никольского придела, в киоте из красного дерева, под серебряной ризой, украшенной жемчугом.

## Храм Воскресения Христова
Храм был построен в 1808 году на Чёрной горе на окраине Михайлова.
Деревянная однокупольная кладбищенская церковь.
В 1819 к ней был переведён Покровский женский монастырь.
Закрыта в 1929, позже сломана.